# Molinología

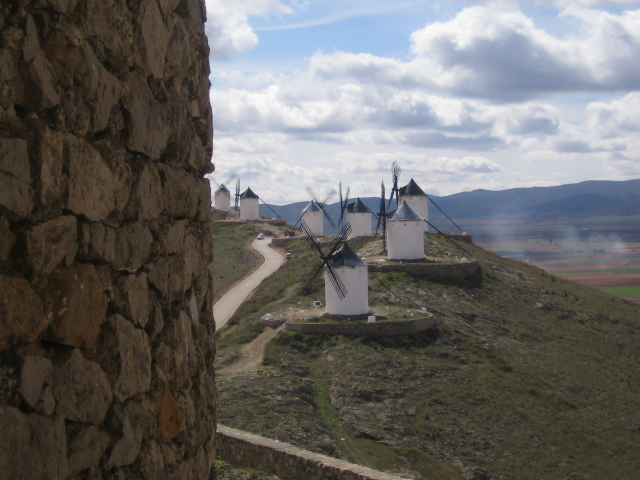
Molinos de viento vistos desde el castillo de la Muela, en Toledo (España).

La molinología es la ciencia que se encarga del estudio de los molinos, abarcando aspectos tales como sus usos, sus fuentes de energía, su restauración, los tipos de construcciones, los materiales empleados o la población que los utilizaba. El primero en emplear el vocablo fue el portugués Joao Miguel dos Santos Simoes en el año 1965.
Puede estar relacionado con la molinería cuando se refiere a la industria molinera.

## Simposios
La Sociedad Internacional de Molinología (TIMS) celebra simposios en varios países desde el año 1965.
| 1º Simposio  | 29 septiembre-4 de octubre de 1965 | Lisboa           |
| 2º Simposio  | 12-17 de mayo de 1969              | Holte            |
| 3º Simposio  | 6-11 de mayo de 1973               | Oosterbeek       |
| 4º Simposio  | 1-8 de septiembre de 1977          | Matlock          |
| 5º Simposio  | 5-10 de abril de 1982              | Claye-Souilly    |
| 6º Simposio  | 14-20 de julio de 1985             | Gante            |
| 7º Simposio  | 13-18 de agosto de 1989            | Sankelmark       |
| 8º Simposio  | 3-10 de julio de 1993              | Aberystwyth      |
| 9º Simposio  | 2-9 de agosto de 1997              | Budapest         |
| 10º Simposio | 16-24 de septiembre de 2000        | Stratford Hall   |
| 11º Simposio | 25 septiembre-2 de octubre de 2004 | Amadora, Boticas |
| 12º Simposio | 2-10 de junio de 2007              | Alkmaar          |
| 13º Simposio | 3-11 de septiembre de 2011         | Aalborg          |